# Chantal Castledine
Chantal Castledine (17 de agosto de 1982) es una deportista australiana que compitió en judo. Ganó dos medallas de plata en el Campeonato de Oceanía de Judo de 2002 en las categorías de –78 kg y abierta.

## Palmarés internacional
| Campeonato de Oceanía | Campeonato de Oceanía      | Campeonato de Oceanía | Campeonato de Oceanía |
| Año                   | Lugar                      | Medalla               | Categoría             |
| --------------------- | -------------------------- | --------------------- | --------------------- |
| 2002                  | Wellington (Nueva Zelanda) | Medalla de plata      | –78 kg                |
| 2002                  | Wellington (Nueva Zelanda) | Medalla de plata      | Abierta               |